# 三湖镇 (厄尔省)
三湖镇（法語：Les Trois Lacs，法語發音：[le tʁwa lak]）是法国厄尔省的一个市镇，位于该省北部偏东，属于莱桑德利区。

## 历史
三湖镇成立于2017年1月1日，由以下3个市镇合并而成：
- 塞纳河畔贝尼耶尔（Bernières-sur-Seine）
- 托尼
- 沃纳布勒（Venables）

其中沃纳布勒为政府驻地。

## 地理
三湖镇（49°14'2"N, 1°20'30"E）面积36.53 平方千米，位于法国诺曼底大区厄尔省，该省份为法国北部内陆省份，北起滨海塞纳省，西接奧恩省和卡爾瓦多斯省，南至厄尔-卢瓦省，东临瓦兹省、瓦兹河谷省和伊夫林省。
与三湖镇接壤的市镇（或旧市镇、城区）包括：韦济永、莱桑德利、维莱叙勒鲁勒、勒瓦勒达泽、方丹贝朗热、厄德布维尔、米伊、拉罗凯特、勒蒂。
三湖镇的时区为UTC+01:00、UTC+02:00（夏令时）。

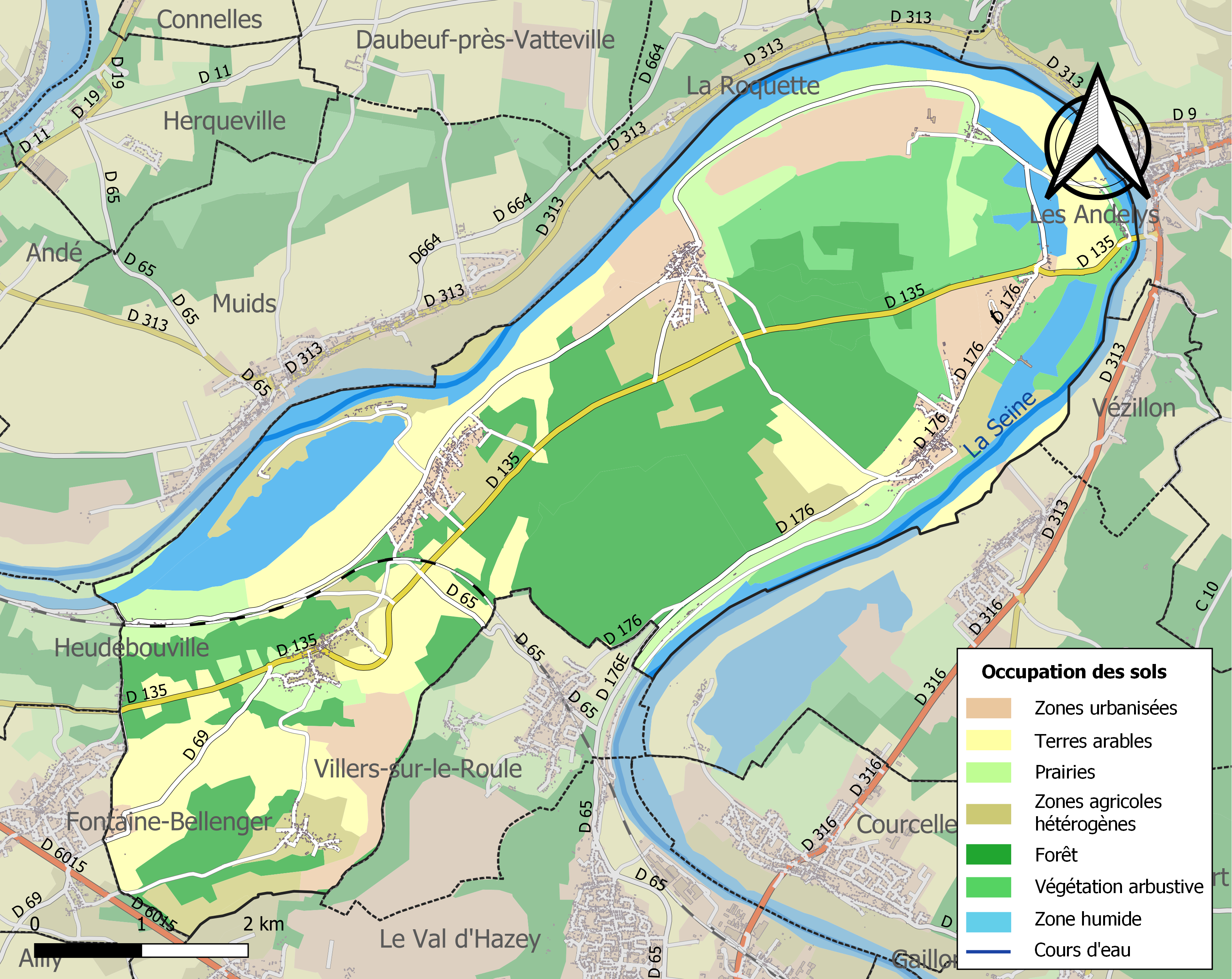
三湖镇的OSM定位图

## 行政
三湖镇的邮政编码为27940，INSEE市镇编码为27676、27058、27676。

## 政治
三湖镇所属的省级选区为加永县。

## 人口
三湖镇于2022年1月1日时的人口数量为1748人。